# The Mess Hall
The Mess Hall est un groupe de rock indépendant australien, originaire de Sydney. Il est composé d'un batteur et d'un guitariste et se spécialise dans le « raw, edgy bluesy rock. » Le groupe comprend Jed Kurzel à la voix et à la guitare, ainsi que Cec Condon à la batterie et à la voix. Pour The Sydney Morning Herald, « quand c'est parti, le duo produit assez d'énergie pour éclairer une maison entière. »
Le duo est souvent comparé au groupe The White Stripes, mais Kurzel pense différemment. « Quand nous avons débuté, il n'y avait pas de White Stripes. Un grand nombre de gens par lesquels je suis influencé sont un groupe de gens pauvres du Mississippi qui jouent du blues de genre dirty et vraiment honnête. C'est de là que vient The Mess Hall. On n'a jamais vraiment jamais pensé être un duo. C'était juste quelque chose qui a fonctionné de cette manière. »

## Biographie

### Débuts
Jed Kurzel et Anthony Johnsen, les deux membres original du groupe, ont commencé à se donner en spectacle en 2001 et gagnent vite une réputation en tant que prestation live excitante. Ils enregistrent également leur album éponyme, The Mess Hall, qui est dans le style lo-fi, afin de le distribuer lors de leurs concerts lives. En 2005, le groupe signe avec Shock Records et lance leur EP Feeling Sideways. Produit par Matt Lovell (Something for Kate) et Chris Joannou (Silverchair), l'album est nommé aux ARIA pour le prix du meilleur lancement indépendant. Durant cette même année, Johnsen quitte le groupe et se fait remplacer par le batteur Cec Condon de The Tremors et Mexico City.